# Salir
Salir é uma vila portuguesa sede da Freguesia de Salir do Município de Loulé, freguesia com 187,75 km² de área e 2448 habitantes (censo de 2021), tendo assim uma densidade populacional de 13 hab./km², o que lhe permite ser classificada como uma Área de Baixa Densidade (portaria 1467-A/2001).
A povoação de Salir foi elevada à categoria de vila em 1993.

## História
A história desta vila prolonga-se por muitos anos. Foi em tempos habitada pelos celtas, mas que mais tarde foram os árabes que lhe deram maior importância, tendo no período do Califado Almóada, no século XII, nela construído o castelo de Salir de que hoje apenas restam ruínas e que se julga ter sido incendiado e reconstruido por duas vezes. A partir dessa altura, Salir passou a ser um ponto importante e estratégico na conquista do Algarve, que apenas ficou terminada, uniformizada e legalizada em 1297.
Salir foi elevada à categoria de vila em 20 de maio de 1993.

## Património
- Castelo de Salir[6]
- Fóssil de anfíbio Metoposaurus algarvensis[7] com 220 milhões de anos (Grés de Silves).

## Economia
A vila de Salir, com 29 km² de área, tem 8 principais potencialidades económicas: cortiça, alfarroba, medronho, amêndoa, figo, azeitona, caça e turismo.

## Demografia
A população registada nos censos foi:
| Distribuição da População por Grupos Etários | Distribuição da População por Grupos Etários | Distribuição da População por Grupos Etários | Distribuição da População por Grupos Etários | Distribuição da População por Grupos Etários |
| -------------------------------------------- | -------------------------------------------- | -------------------------------------------- | -------------------------------------------- | -------------------------------------------- |
| Ano                                          | 0-14 Anos                                    | 15-24 Anos                                   | 25-64 Anos                                   | > 65 Anos                                    |
| 2001                                         | 246                                          | 308                                          | 1451                                         | 1018                                         |
| 2011                                         | 283                                          | 148                                          | 1388                                         | 956                                          |
| 2021                                         | 229                                          | 200                                          | 1118                                         | 901                                          |